# Gan (kinesisk)
Gan er en betegnelse på en række beslægtede dialekter i den kinesiske sproggruppe i den sino-tibetanske sprogfamilie.